# Porto dos Gaúchos
Porto dos Gaúchos est une municipalité brésilienne située dans l'État du Mato Grosso.